# Initiative populaire « pour moins de dépenses militaires et davantage de politique de paix »
L'initiative populaire « pour moins de dépenses militaires et davantage de politique de paix » est une initiative populaire fédérale suisse, déclarée nulle par le Parlement le 20 juin 1995.

## Contenu
L'initiative demande d'ajouter une disposition transitoire à la Constitution fédérale pour réduire de 10 % au moins par année le budget de l'armée jusqu'à une diminution totale de moitié de ce budget par rapport à celui de l'entrée en vigueur de l'initiative. Elle prévoit également l'attribution des montants économisés pour un tiers à la promotion de la politique de paix et pour un autre tiers à « des efforts supplémentaires dans le domaine de la sécurité sociale en Suisse » ; l'initiative prévoit enfin des aides à la reconversion des entreprises touchées par le processus de désarmement et précise que la Confédération « encourage et soutient » des organisations visant à la prévention des conflits.
Le texte complet de l'initiative peut être consulté sur le site de la Chancellerie fédérale.

## Déroulement

### Récolte des signatures et dépôt de l'initiative
La récolte des 100 000 signatures nécessaires a débuté le 25 mai 1991. Le 24 septembre de l'année suivante, l'initiative a été déposée à la chancellerie fédérale qui l'a déclarée valide le 24 décembre.

### Discussions et recommandations des autorités
Dans son rapport rendu le 22 juin 1994, le Conseil fédéral note un manque de rapport intrinsèque « entre la réduction des dépenses en faveur de la défense nationale et l'affectation
d'une partie des montants économisés au domaine de la sécurité sociale » ; cependant, au vu de la pratique plutôt permissive, le gouvernement recommande d'admettre tout de même l'initiative tout en la rejetant car elle mettrait en péril l'approvisionnement de la population en cas de catastrophe ou de conflit ainsi que le maintien de la protection civile dans le pays.
Contrairement au Conseil fédéral, le Parlement juge que l'initiative ne respecte pas l'unité de la matière et la déclare nulle le 20 juin 1995.

## Effets
Quelques mois seulement après l'annulation de cette initiative, une nouvelle proposition « Économiser dans l'armée et la défense générale - pour davantage de paix et d'emplois d'avenir » similaire est lancée par le Parti socialiste, à l'exception du paragraphe concernant l'augmentation de la sécurité sociale qui posait problème. Cette nouvelle proposition, présentée cette fois-ci en votation sera toutefois rejetée le 26 novembre 2000.